# Volkswagen Volksbus
 (mai 2018).
Si vous disposez d'ouvrages ou d'articles de référence ou si vous connaissez des sites web de qualité traitant du thème abordé ici, merci de compléter l'article en donnant les références utiles à sa vérifiabilité et en les liant à la section « Notes et références ».
Le Volkswagen Volksbus est une gamme de châssis de bus de ville à étages, assemblée en Allemagne et produite par le constructeur brésilien Volkswagen Caminhões e Ônibus de 1993 à aujourd'hui.
Aujourd'hui, Volkswagen Caminhões e Ônibus fabrique des châssis de bus dans la catégorie des 5 à 18 tonnes, tels que les minibus, les midibus et les autocars, dont la majorité sont équipés de moteurs MWM ou Cummins.

## Variantes

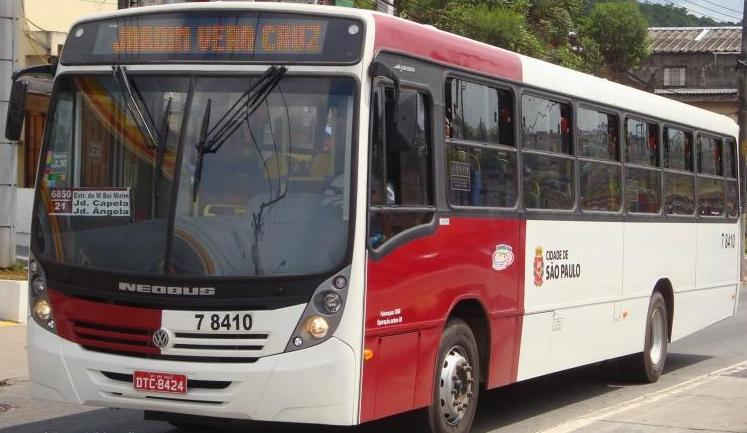
Un Volksbus 17.210

Note: E = versions électroniques, D = moteur avant, T = moteur arrière

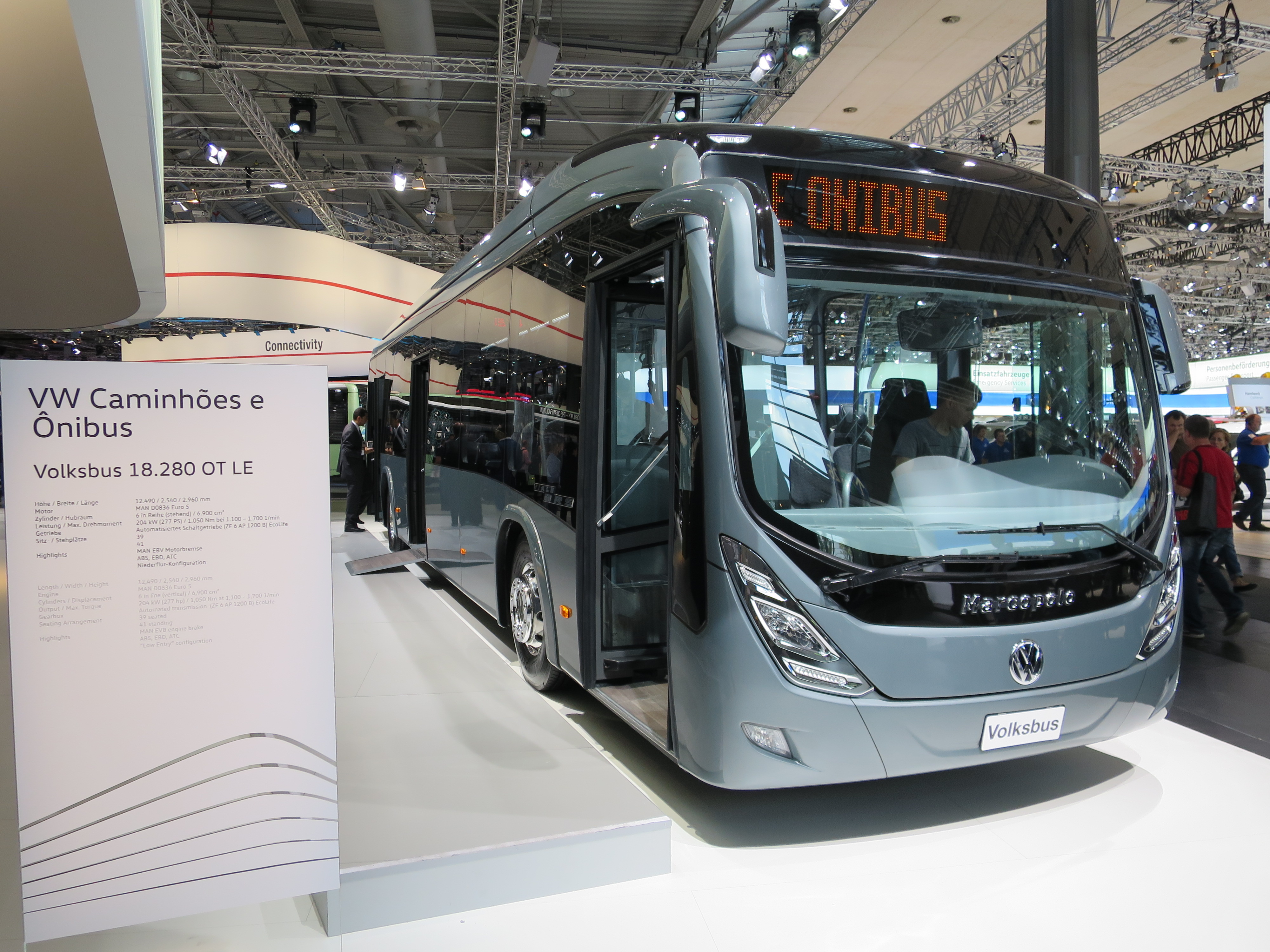
Le nouveau 18.280

- 8.140 CO
- 8.150 OD
- 8.150 EOD
- 9,50 OD
- 9.150 EOD
- 9.160 OD
- 15.180 EOD
- 16.180 CO
- 16.210 CO Euro II
- Le nouveau 18.28017,210 OD
- 17.210 EOD
- 17.240 OT
- 17.260 EOT
- 18.310 OT
- 18.310 OT Titan
- 18.320 EOT

### Plage actuelle

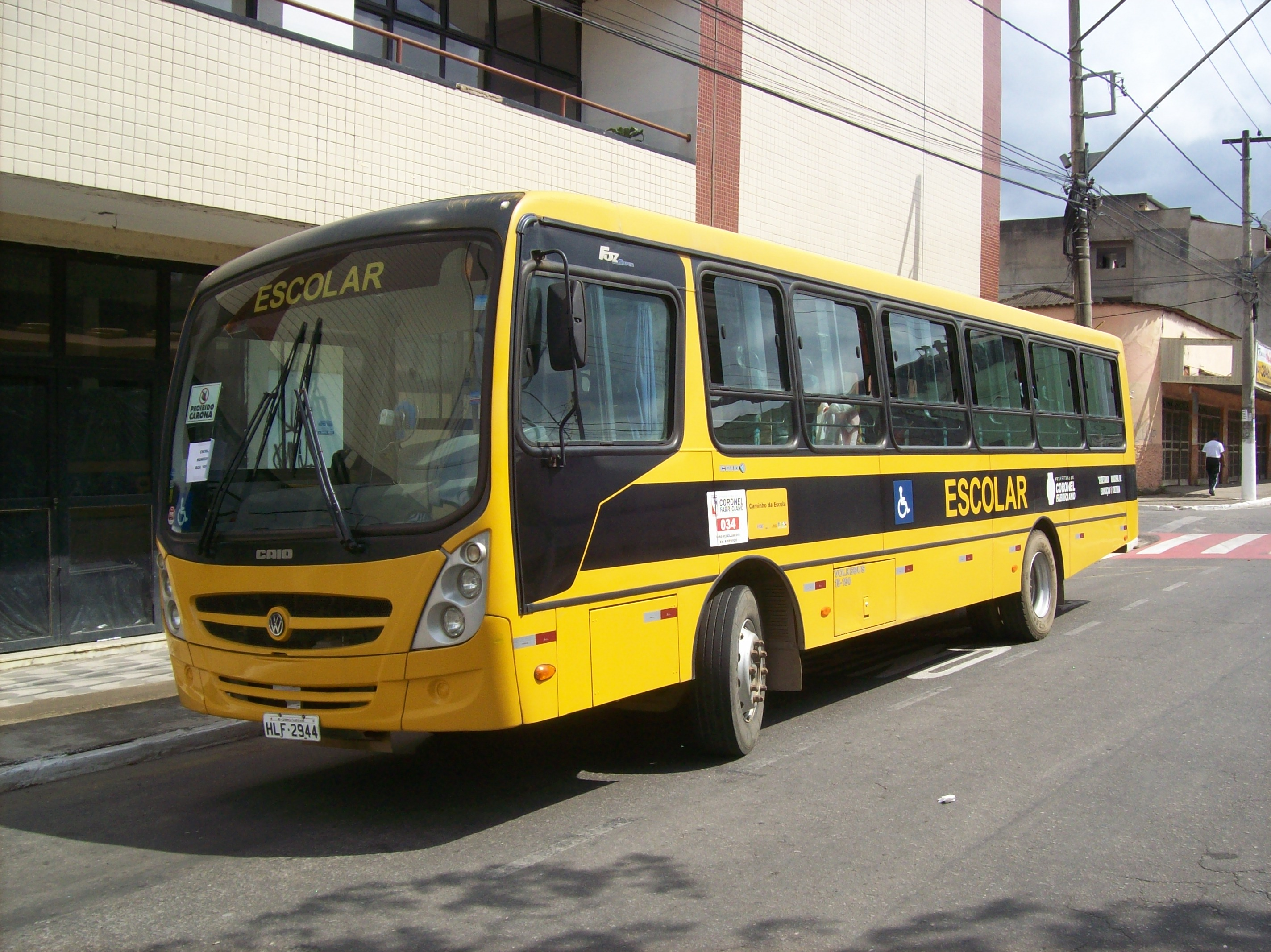
Volkswagen Volksbus 18-190

Microbus
- Volkswagen Volksbus 18-190 5.140 EOD

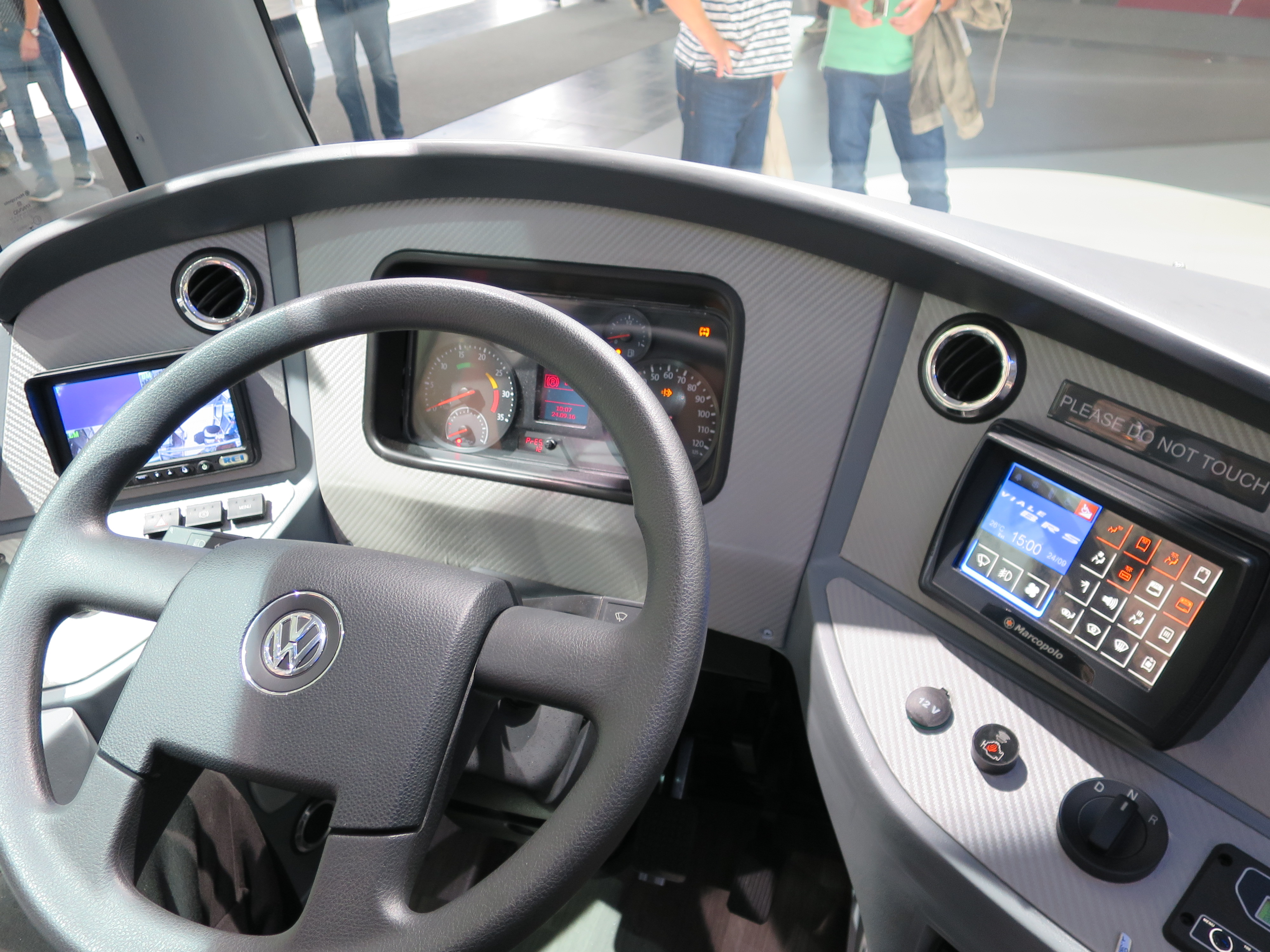
L’intérieur du nouveau 18.280

- 8.120 OD Euro III
- L’intérieur du nouveau 18.2808.150 OD (Exportation)

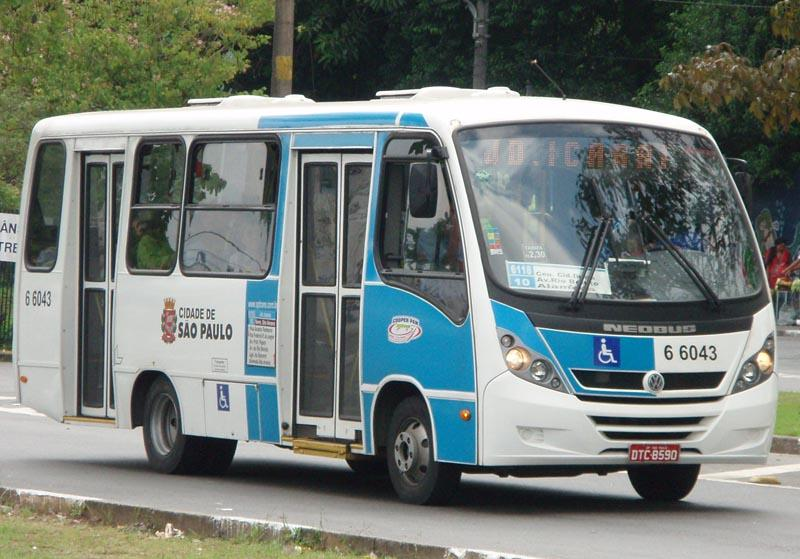
Un 9.150

- 8.150 EOD

Minibus
- 9,50 OD (Exportation)
- 9.150 EOD
- 9.160 OD

Moyen
- 15.180 EOD
- 15.190 EOD
- 17.210 EOD
- 17.230 EOD
- 17.260 EOT

Entraîneur
18.320 EOT

## Carrosserie
Tous les corps sont assemblés par des carrossiers privés.  Les carrossiers les fabriquent ensuite selon la configuration désirée, par exemple les autobus scolaires , les navettes , les autocars, etc.
Les principaux utilisateurs du châssis Volksbus sont:
Fabricants sud-américains
- Irizar
- Marco Polo
- Neobus
- Caio Induscar
- Rosmo
- Comil
- AGA
- Mascarello
- Modasa
- Inrecar
- Metalpar

Fabricants sud-africains
- Busmark 2000
- Busaf
- Irizar
- Marco Polo

Fabricants kényans
- Banbros [3]